# アイルランドの教育
アイルランドの教育（アイルランドのきょういく）は、他の西ヨーロッパ諸国と同様に教育段階は3段階（初等教育、中等教育、高等教育または第3期の教育）に分けられている。また、中等教育は前期と後期にも分けられる。1960年代からのアイルランド経済の発展を反影して近年これ以外の教育課程が整備されつつある。
アイルランド政府の教育技能省および教育技能大臣が教育行政を取り仕切っており、資金配分や行政指導などをおこなっている。他にもアイルランド国家資格機関、高等教育機関、地方自治体がある。教育システムの機能を持つ他の法定および非法定組織もある。2020年現在の教育・技能大臣はジョー・マクヒューである。

## 歴史
16世紀のテューダー朝君主がアイルランドで最初の教育機関を設立し、最初の印刷機がヘンリーの下に登場した。エリザベス1世がダブリン大学のトリニティ・カレッジを設立し、最初のアイルランド語の本の印刷を承認し、ラテン語を使用しない学校が各教区に設立された。
17世紀のステュアート朝君主は、教育法（1695年）がアイルランドのカトリック教徒が1782年に廃止するまで海外でのカトリック教育を求めること、またはアイルランドでカトリック学校を運営することを禁止した。代わりに、「ヘッジ・スクール」と呼ばれる個人の家で会う非公式な教育をしてきた。歴史家は概して、1820年代半ばまでに、9000校の学校で、40万人までの生徒に、時には高等レベルの教育をしていたことに同意している。J・R・R・アダムスは、ヘッジ・スクールは「子供たちが何らかの教育を受けるのを見たいというアイルランドの普通の人々の強い願望に答えた」という。アントニア・マクマナスは、「アイルランドの両親がヘッジ・スクールの教育に高い価値を置き、子供たちのために確保するために莫大な犠牲を払ったことはほとんど疑いの余地がない」と主張している。1782年の1682年の刑法の廃止により、ヘッジ学校は合法化されたが、アイルランド議会からの資金提供はまだ受けていなかった。
エドマンド・イグナティウス・ライス（1762年〜1844年）は、「キリスト教の兄弟の会」と「聖職推薦の兄弟の会」の2つを設立した。合法で標準化された多くの学校を開き、規律は特に厳しかった。
1811年から、アイルランド貧困者教育促進協会（キルデア・プレイス・ソサエティ）は、教科書の制作と販売を通じて資金提供された、非営利の非教養学校の全国的なネットワークの確立を開始した。1831年までに、1,621校の初等教育学校を運営し、約14万人の生徒を教育していた。
1831年、エドワード・スミス＝スタンリーの手紙は、国家教育委員会と公立学校のシステムの設立につながった。イギリス政府は、初等教育学校の建設、教師の訓練、教科書の作成、教師への資金提供を支援することを目的とした国家教育の委員を任命した。
新しい学校は主にカトリック教会の管理下にあり、カトリック教義の教えをよりよく管理できるようになる。カトリック司教がこれを好んだため、ヘッジ・スクールは1831年以降に終了した。
1966年9月10日、フィアナ・フォイル党の教育技能大臣であるドノ・オマリーは、無料の中等教育の計画を発表した。1967年9月に最終的に導入され、現在でも続いている。

## 教育段階
生徒は6歳から16歳、または中等教育前期を修了するまでが義務教育とされている。すなわち、日本でいう中学3年生までが義務教育である。アイルランド憲法の下では、親は「良心に反し、合法的な選好に違反して、子どもが国によって設立された学校、または国によって指定された特定の種類の学校に通うこと」を義務付けていない。国が定めた教育基準の憲法規定がない場合、子どもをホームスクールする親の権利は、最低基準を超えて法的抗議となった。
1973年、中等教育に対するアイルランド語の要件は放棄された。ただし、アイルランド語は依然としてすべての公立学校で教えられている必修科目であり、免除は学習困難、または海外に長期間住んでいた生徒などができる。
国内のほとんどの学校では、英語で教育されているが、ゲールスコイル（Gaelscoileanna）は、従来からあるゲールタハト地域以外ではますます人気が高まっている。ゲールスコイルでは、すべてがアイルランド語で行われ、英語は第2言語として教えられている。
高等教育では、ほとんどの大学は英語で行われている。一部の大学では、フランス語、ドイツ語、またはスペイン語で行われている。
教育技能省が所管する教育機関については、以下の国家資格フレームワークに基づいて分類されている。
※ ISCED：国際標準教育分類
※ EFQ：欧州資格フレームワーク
※ EHEAサイクル：欧州高等教育地域
※ NFQ：アイルランド国家資格フレームワーク
| ISCEDレベル | EFQレベル | EHEAサイクル | NFQレベル                                                 | 主要資格                              |
| ----------- | --------- | ------------ | --------------------------------------------------------- | ------------------------------------- |
| 1           | 1         |              | 1                                                         | レベル1 サーティフィケート            |
| 2           | 1         | 2            | レベル2 サーティフィケート                                |                                       |
| 2           | 2         | 3            | レベル3 サーティフィケート ジュニア・サーティフィケート   |                                       |
| 3           | 3         | 4            | レベル4 サーティフィケート リービング・サーティフィケート |                                       |
| 3           | 4         | 5            | レベル5 サーティフィケート リービング・サーティフィケート |                                       |
| 4           | 5         | 6            | 上級資格                                                  |                                       |
| 5           | 5         | 6            | ショート・サイクル                                        | 高等サーティフィケート                |
| 6           | 6         | 第1サイクル  | 7                                                         | 普通学士                              |
| 6           | 6         | 第1サイクル  | 8                                                         | 名誉学士 高等ディプロマ               |
| 7           | 7         | 第2サイクル  | 9                                                         | 修士 ポストグラデュエート・ディプロマ |
| 8           | 8         | 第3サイクル  | 10                                                        | 博士                                  |

生徒は6歳から16歳、または中等教育前期を修了し、ジュニア・サーティフィケート（中学卒業国家統一試験）を受けるまでが義務教育とされている。初等教育は一般的に4・5歳で始まる。子どもは通常、親の希望に応じて、4歳または5歳のジュニア幼児クラスに登録する。一部の学校の入学ポリシーには、特定の日付までに4歳の最低年齢要件がある。

### 保育学校
アイルランドのほとんどの保育学校は民間である。働く親の子どもが年々増加している。事業として運営されており、多くの場合、保育料がかかる場合がある。2009年以降、より手頃な価格の保育に対する公衆の需要に応えて、子供は「早期保育と教育制度」に基づいて小学校を開始する前の年に2年間無料の保育教育を受けることができる。
アイルランド語のイマージョン・プログラム、ナイオンライ（Naíonraí）は約4,000人の保育児童が278校の保育学校で参加している。

### 初等教育機関
初等教育機関は、日本にあたる幼稚園と小学校である。
- 年少（4〜6歳）
- 年長（5〜7歳）
- 1年生（6〜8歳）
- 2年生（7〜9歳）
- 3年生（8〜10歳）
- 4年生（9〜11歳）
- 5年生（10〜12歳）
- 6年生（11〜13歳）

生徒は通常、午前8時30分から午前9時20分までに始まり、ジュニア・シニア幼児では、午後1時10分から午後2時までに終わり、それ以降は、午後2時10分から午後3時までに終了する。

### 中等教育
1967年以来、中等学校教育はアイルランド政府の資金提供を受けている。日本でいう中高一貫校である。

#### 中等教育前期
中等教育前期（ジュニア・サイクル、Junior Cycle）は、1年生から始まる3年の教育課程である。ジュニア・サーティフィケート（中学卒業国家統一試験）は、3年生の修了直後の6月上旬にすべての科目（通常は10・11科目）で行われる。
- 1年生（12〜14歳）
- 2年生（13〜15歳）
- 3年生（14〜16歳）

#### トランジション・イヤー
トランジション・イヤー（Transition Year; TY）は、ジュニア・サーティフィケートを受けた翌年の学年であり、4年生とも呼ばれる。日本でいう高校1年生にあたるが、教育内容は通常の「授業」とは異なる。実務経験を組み込んで、学生に生活技術を与えることを中心に設計されており、職業体験、音楽、演劇、スポーツ、図工、家庭科、外国語、ボランティア活動など、幅広く学習する。学校によっては、この学年は必須、任意、または設けていない場合がある。

#### 中等教育後期
中等教育後期（シニア・サイクル、Senior Cycle）は、5年生（日本でいう高校2年生）から始まる2年の教育課程で、リービング・サーティフィケート（高校卒業国家統一試験）に向けて準備する。この試験は6年生（日本でいう高校3年生）の終了直後に行われ、最初の試験は6月の祝日に続く水曜日（6月の最初の月曜日）に行われる。
- 5年生（16〜18歳、TYを飛び級した場合は15〜17歳）
- 6年生（17〜19歳、TYを飛び級した場合は16〜18歳）

リービング・サーティフィケートとジュニア・サーティフィケートに向けて学生を準備するために、多くの学校は毎年2月頃に模擬試験（別名、事前試験）を行なっている。国家試験ではなく、独立した会社が試験用紙と採点方式を提供しているため、すべての学校で必須というわけではない。

## 初等教育
1999年に規定された初等教育カリキュラムが全学校で施行されている。国立カリキュラム・評価委員会により制定されたこの文書では、宗教関連授業を教会主導でおこなう点に特色が見られる。カリキュラムは生徒の個性を尊重する教育を心がけている。
1929年から1967年にかけて行われていた初等教育終了試験は1971年に初等教育カリキュラムが導入されるにあたり廃止されたが、現在でも非公式な標準テストがおこなわれている。初等教育は8年制であり、大部分の生徒は4歳から12歳にかけて初等教育をうけている。
97％の国営の初等教育学校が教会の管理下にある。アイルランドの法律により、教会の管理下にある学校は、入学の主な要因として宗教を考慮することができる。募集超過された学校は、非カトリック教徒よりもカトリック教徒を選択することが多く、非カトリック教徒の家族に困難をもたらした状況である。ジュネーブの子どもの権利に関する国連委員会は、当時の子どもの大臣であるジェームズ・ライリーに、宗教に基づく国営学校への優先の継続について説明するよう求めた。法律は変更が必要であると述べたが、アイルランドの憲法は宗教施設を保護するため、国民投票が必要になる可能性があると指摘した。ダブリンの弁護士パディ・モナハンが始めた請願は、カトリックの子どもたちに与えられた好みを覆すことを支持し、ほぼ2万人の署名を受け取った。最近形成された「Education Equality（教育平等）」グループは、法的挑戦を計画している。

### 学校の種類
初等教育はおもにゲールスコイル（Gaelscoil）、多宗派学校、国民学校などでおこなわれている。生徒の両親はそれぞれの児童にあった学校を選択することができる。
- 国民学校（National School）は1831年に導入された最も歴史の古い学校である。地区のカトリック司教や教区メセナのもとで構成される委員会により運営されている[22][23]。アイルランドでは国民学校という言葉が初等教育を意味する場合もある[24]。
- ゲールスコイル（Gaelscoil）は20世紀後半にはいってから発展してきた学校である。アイルランド語で授業が行われるこれらの学校は、全国に設立されている。アイルランド語圏のアイルランド語国民学校とは異なり、ほとんどが教区メセナではなく、ボランティア組織の支援を受けている[25]。
- 多宗派学校（Multidenominational school）も比較的新しい制度である。有限教育法人により経営されている。しばしば親の要求のために設立され、あらゆる宗教と背景の学生が歓迎される。多くは、自発的組織の後援を受けている[26]。

2010年現在の学校種類別の割合は以下の通り。
| 学校種類           | 生徒数 | 合計の割合 |
| ------------------ | ------ | ---------- |
| カトリックローマン | 2,884  | 91.1%      |
| アイルランド聖公会 | 180    | 5.7%       |
| 多宗派             | 73     | 2.3%       |
| 長老派             | 14     | 0.4%       |
| 宗派間             | 8      | 0.3%       |
| イスラム教         | 2      | <0.1%      |
| メソジスト         | 1      | <0.1%      |
| ユダヤ教           | 1      | <0.1%      |
| クエーカー         | 4      | 0.1%       |
| その他/不明        | 1      | <0.1%      |
| 合計               | 3165   | 100%       |

## 中等教育
全体の80%ほどの児童は初等教育機関を卒業した後に中等教育期間に進学する。学校は以下に大別される。
- 中等学校（Voluntary Secondary School）は、宗教団体または民間組織が所有および管理している。政府は教師の給与の90％を賄っている。その他の運営費用については、学校の大部分が95％を国が賄っており、残りは主に生徒の家族からの自発的な寄付によって賄われている。進学割合は57%。
- 総合学校（Comprehensive Schools / Community Schools）は、は1960年代に設立された。政府から出資され、地元の管理委員会によって運営されている。進学割合は約15％。
- 専修学校（Vocational School）は、教育訓練委員会（英語版）が所管し、学費の93%は政府負担。進学割合は28%。
- グラインド学校（Grinds School）は、5・6年生（日本でいう高校2・3年生）の中等教育後期の教科課程だけでなく、1年間の再リービング・サーティフィケート（高校卒業国家統一試験）教科内容を運営する傾向のある、私立学校。
- ゲールスコイル（Gaelcholáiste）英語圏内にある学校（中等学校、専修学校、または総合学校）だが、アイルランド語で教育が進められている。進学割合は約3％。

都市においては以上の学校から自由に選択できる。60%ほどの生徒は、教会により運営されていることの多い中等学校へと入学している。中等教育では社会訓練や職業教育に重点がおかれており、スコットランドの制度に似かよっている。2012年に、OECD生徒の学習到達度調査は、15歳の世界調査でアイルランドが読書で7位、数学で20位であることが発表された。

### 教育の種類
教育技能省によって発行された文書、「中等学校のための規則と教育内容」は、この中等教育で必要な教育の最低基準を定めている。審査は国家試験委員会によって監督されている。
- 中等教育前期（Junior Cycle）は、通常12歳または13歳から始まり、初等教育で受けた教育に基づいて構築され、ジュニア・サーティフィケート（中学卒業国家統一試験）を最後に受ける。この試験は、3年間の教育の後で、14歳の後に受けることとなっている。英語、アイルランド語、数学、科学の試験（これらの1つを免除していない場合）と、選択科目で構成されている。選択科目には、美術、ドイツ語、フランス語、スペイン語、イタリア語、ラテン語、古代ギリシャ語と古典、音楽、ビジネス、技術、家政学、材料技術（木工、金属細工）、歴史、地理、市民社会と政治教育（CSPE）、宗教教育などがある。選択科目と必修科目の選択は学校によって異なる[31]。ほとんどの学生は、全体で約10科目を取っている。試験の対象となっていない科目は、体育と保健体育（SPHE）がある。
- トランジション・イヤー（Transition Year、TY）は、通常15・16歳に受ける学年であり、日本でいう高校1年生にあたる。教育内容は、通常の学年と違い、地域のニーズをモデル化するために学校に委ねられている。一部の学校では必須だが、他では任意である。また、一部の学校にはこの学年を設けておらず、飛び級で次学年となる。学生は体系化されたクラスに参加するが、中等教育後期やリービング・サーティフィケート（高校卒業国家統一試験）に関連する内容はない。したがって、次学年に飛び級をすることを選択した学生は、学問的に不利になることはない。TYの活動の範囲は学校によって大きく異なるが、多くの場合、職業体験、音楽、演劇、スポーツ、図工、家庭科、外国語、ボランティア活動などの活動が含まれる。創造的作文、帆走、映画制作、雄弁術などへの参加や、科学、ファッション、モータースポーツなど、通常の学年で行うには時間がかかりすぎるコンテストに参加したりできる。また、中等教育後期に向けての勉強法や将来について考えさせられる目的もある[18]。
- 中等教育後期（Senior Cycle）は、5年生（日本でいう高校2年生）から始まる2年の教育課程で、リービング・サーティフィケート（高校卒業国家統一試験）に向けて準備する。この試験は6年生（日本でいう高校3年生）の終了直後に行われ、最初の試験は6月の祝日に続く水曜日（6月の最初の月曜日）に行われる。

したがって、典型的な中等学校は、1年生から3年生、任意のTY（一部の学校では必須）、5年生と6年生で構成される。
学生のほとんどは中等教育前期から後期に進み、前期で修了するのは18〜24歳人口の5％である（日本でいう中卒）。これは、欧州連合（EU）の11％を下回り、4番目に低い。また、20〜24歳人口の94％が中等教育後期を修了している。これは、欧州連合の中で2番目に多く、クロアチアに相次ぐ。
アイルランドの中等教育を受けている学生は学業成績に関して、経済協力開発機構とEUの両方では、読書リテラシー、数学リテラシー、科学リテラシーのいずれも平均よりも上回っている。アイルランドは、EUの青年者として3番目に優れた読み書き能力を持っている。

## 高等教育
高等教育は、中等教育に続く過程である。アイルランドは高等教育機関への進学率が高く、25〜64歳人口の47％が高等教育の学位を取得しており、人口の女性の43％、男性の40％が高等教育を受けている。また、アイルランドの25〜34歳人口の56.17％が高等教育の学位を取得しており、日本の60.73％に相次いでいる。通常、英語で教育および研究が行われているが、一部はアイルランド語で行われている。
アイルランドには以下の高等教育機関が存在する。
- 総合大学（University）
  - 工科大学（Technological University）
- 技術学院（Institute of Technology）
- 単科大学（Private College）
- 継続教育（Further Education）
- 専門学校

### 総合大学
アイルランドにおいて、大学法（1997年）に基づいた総合大学（University）は主に教育、学術研究、科学的調査を通じて知識を進歩させ、研究の成果を一般社会に普及させるためことを目的としている。また、学生団体および社会全体での学習の促進、独立した批判的思考の能力の育成、アイルランドと文化と言語の促進、国の経済的および社会的発展の実現の支援と貢献、高レベルの専門家・技術者を教育・訓練・再訓練するため、生涯学習の促進すること、ジェンダーバランスと平等の促進も含まれている。基本的に国公立だが、2019年の資格・質保証（教育）（修正）法により、私立単科大学（Private College）とは別に私立大学（Private University）の設立が可能になった。2020年現在、アイルランド王立外科医学院（医学保健大学）が唯一の私立大学である。

#### 工科大学
工科大学法（2018年）に基づいた工科大学も総合大学と同様の目的に加え、技術に重点を置いている。アイルランドの工科大学（Technological University）は、ヨーロッパのデルフト工科大学と同様に、いくつかの技術学院（Institute of Technology）を統合してより高度な高等教育機関を形成するという政治的欲求の結果である。また、日本の短期大学に似た制度も持っている。

### 技術学院
アイルランドにおいて、技術学院法（2006年）に基づいた技術学院（Institute of Technology）は、大学・大学院と同じ国家資格および教育レベルを受けることができ、技術応用に重点を置いているが、上述の工科大学とは異なる。また、日本の短期大学に似た制度も持っている。2000年代半ば以降、コーク技術学院、ウォーターフォード技術学院などが工科大学としての認可を申請している。

### 単科大学
単科大学（College）には、私立単科大学（Private College）、私立教育大学、他大学附属大学などが存在する。カレッジとも訳される。附属大学とは、附属元が学位授与機関となる教育機関を指す。例えば、アート＆デザイン国立大学（NCAD）はユニバーシティ・カレッジ・ダブリン（UCD）認可校であり、教育はNCADが行い、学位授与はUCDが行う。
その他、資格・質保証局（QQI）より認定された専門学校・カレッジも存在する。

### 入学

#### 中央出願局（CAO）
ほとんどの場合、高等教育機関への入学は個々の大学ではなく、中央出願局（CAO）を通じて行われる。出願紙、またはオンラインで出願をすることになっている。中等教育を終了したものには、リービング・サーティフィケート（高校卒業国家統一試験）、またはその他の同等の結果に基づいて入学が決まる。
各大学には最低限の入学要件があり、英語またはアイルランド語の合格最低点と数学の合格最低点が必要である。また、ヨーロッパ大陸の外国語（フランス語、ドイツ語、スペイン語、イタリア語）での合格最低点が必要な場合もあり、数学の高レベル試験で40％を超えると総合点数に25点加算される。
個々の学部・コースにはさらに入学要件がある。たとえば、理系学部は通常、1つ以上の科学科目で特定の点数以上が必要となる。リービング・サーティフィケートの科目試験には高レベル（Higher Level）、普通レベル（Ordinary Level）があり、入学条件にレベルを指定する場合もある。また、試験の総合点数で学部・コースに必要な総合点数を達成する必要もある。総合点数は、通常リービング・サーティフィケートでは625点満点であるが、美術学校や医学部など一部の学部・コースは別の試験を受ける必要があり、必要最低点数が625点を超えることもある。
例えば、2020年度のダブリン大学トリニティ・カレッジの法学部は、合格最低総合点数は566点である。同大学の物理学部理論物理学科では、最低総合点数 543点が必要な上、数学（高レベル）と物理（高レベル）の最低得点が7割以上が必要である。この入学必要条件は、特に最低総合点数は、希望受験者数によって変化する。志望校、学部学科を優先順位に記入するため、事前にどの志望校、志望学部学科に優先的に入学したいかを把握する必要がある。
23歳以上の学生や、ポスト・リービング・サーティフィケートや継続教育で上級資格を取得した学生を受け入れる制度もある。

#### 海外からの入学
中央出願局は、リービング・サーティフィケートだけではなく、イギリスのAレベルやフランスのバカロレアなどのヨーロッパの類似試験、または国際バカロレアなどの類似試験をアイルランドの点数に換算してくれる。例えば、フランスのバカロレアの総合平均点数が20点満点中16点の場合、アイルランドでは620点満点中518点と換算される。
高等教育に必要な英語力がない留学生に向けて、1年間のファンデーションプログラムを設けている。これには、論文、討論、質疑応答、学習姿勢などの方法が含まれており、アイルランドの高等教育への準備がなされる。

#### 学費
「手数料無料政策」では、アイルランド政府は、政策で定められた関連コース、国籍、居住要件を満たす学生の学費を支払う。要件は以下のとおり。
- 欧州連合（EU）国籍を保持している、または欧州経済領域またはスイスの国民であるか、難民認定を受けている者。
- 入学前の5年間のうち少なくとも3年間、EU加盟国に居住していた。
- 2番目の学部課程を受講していない。
- 現在の学年が留年ではないこと。

また、入学時に「登録料」を支払う必要がある。これらの料金には、機器の使用料、管理費、試験料などの費用が含まれる。2008/09年度の料金は、学生一人あたり平均850ユーロだったが、2009/10年度では、学生一人あたり1,500ユーロに引き上げられた。これらの料金は「非公式の料金」として分類されており、大学長は「学生登録料金は他名による料金」であることを認めている。2011年、年間の大幅な値上げの後、登録料は廃止され、学生寄付金に置き換えられた。2019/2020年度の場合、この料金は3,000ユーロである。
私立単科大学などの場合、学費は年間4,000ユーロから6,000ユーロとなっている。

## 休日
初等教育では、学校は最低183日間、初等教育後では167日間開校する必要がある。イースター、クリスマス、中期休暇は、教育技能省によって公開されている。正確な日付は学校によって異なる。通常、初等教育と中等教育は同様の休日を有している。年は以下の3つの用語に分けられる。
- 9月1日が始まる週からクリスマス前の週まで
- 元日翌週からイースターの日曜日前週まで
- イースターの日曜日の翌週から、6月に始まる国家試験を円滑にするために、初等教育の場合は6月の終わり、それ以降の場合は5月の終わり、または6月の初めまで

10月末の祝日には中間休憩（1学期半ばで1週間の休み）があり、クリスマスは2週間休みとなる。2月位に別の中期休暇があり、イースターは2週間と夏休みが3ヶ月ほどある。祝日も休業となる。